# Conophyma zachvatkini
Conophyma zachvatkini är en insektsart som beskrevs av Pravdin 1969. Conophyma zachvatkini ingår i släktet Conophyma och familjen Dericorythidae. Inga underarter finns listade i Catalogue of Life.